# Garba Lawal
Garba Lawal (Kaduna, 22 maggio 1974) è un ex calciatore nigeriano, di ruolo attaccante.

## Carriera
Ha disputato 35 partite internazionale con la Nazionale nigeriana, segnando 4 gol e disputando due Mondiali, quello di Francia 1998 e quello di Corea del Sud-Giappone 2002.
Ha fatto parte della nazionale vincitrice del campionato del mondo Under-17 nel 1993; con la selezione del suo paese ha inoltre vinto la medaglia d'oro alle Olimpiadi di Atlanta 1996.
A livello di club ha raggiunto i maggiori successi con il Roda, nei Paesi Bassi.

## Palmarès

### Club

#### Competizioni nazionali
- Coppa di Tunisia: 1

Esperance: 1996-1997
- Coppa dei Paesi Bassi: 2

Roda: 1996-1997, 1999-2000
- Coppa di Bulgaria: 1

Levski Sofia: 2002-2003

#### Competizioni internazionali
- Supercoppa CAF: 1

Esperance: 1995
- Coppa CAF: 1

Esperance: 1997
- Coppa dei Campioni afro-asiatica: 1

Esperance: 1995
- Supercoppa araba: 1

Esperance: 1996

### Nazionale
- Campionato mondiale Under-17: 1

1993
- Oro olimpico: 1

Atlanta 1996